# NGC 3135
NGC 3135 ist eine Spiralgalaxie vom Hubble-Typ Sbc im Sternbild Großer Bär am Nordsternhimmel. Sie ist schätzungsweise 323 Millionen Lichtjahre von der Milchstraße entfernt und hat einen Durchmesser von etwa 85.000 Lj. Die Galaxie besitzt einen kleinen Begleiter namens ECO 10308. 
Das Objekt wurde am 19. März 1828 von John Herschel entdeckt.